# Cerkiew cmentarna Świętej Trójcy w Bielsku Podlaskim
Cerkiew cmentarna pod wezwaniem Świętej Trójcy (Troicka) – prawosławna cerkiew cmentarna w Bielsku Podlaskim. Należy do parafii Opieki Matki Bożej w Bielsku Podlaskim, w dekanacie Bielsk Podlaski diecezji warszawsko-bielskiej Polskiego Autokefalicznego Kościoła Prawosławnego.

## Historia
Pierwsza cerkiew pod wezwaniem Świętej Trójcy w Bielsku Podlaskim, zwana Troicką, została ufundowana po 1533 przez królową Bonę. Znajdowała się w dzielnicy Nowe Miasto. Początkowo prawosławna, od 1596 była świątynią unicką. Wskutek braku remontów, cerkiew w 1774 uległa zawaleniu. Odbudowana została na przełomie XVIII i XIX wieku. W 1839, po kasacji unii na Białostocczyźnie, świątynię przejął Kościół prawosławny. W związku z likwidacją parafii Świętej Trójcy i przyłączeniem wiernych do parafii św. Michała Archanioła (Michajłowskiej), cerkiew przeniesiono w 1851 na cmentarz. Początkowo świątynia podlegała parafii św. Michała Archanioła; od 1998 należy do parafii Opieki Matki Bożej. W 2008 rozpoczęto przygotowania do remontu cerkwi; prace renowacyjne (dzięki m.in. pozyskaniu środków z lubelskiej Fundacji „Dialog Narodów”, a także dotacjom z Ministerstwa Kultury i Dziedzictwa Narodowego oraz Urzędu Marszałkowskiego Województwa Podlaskiego) ukończono w 2015. Konsekracji odremontowanej świątyni dokonał 17 lipca 2016 metropolita warszawski i całej Polski Sawa.

## Architektura
Cerkiew Świętej Trójcy jest budowlą drewnianą, oszalowaną, o konstrukcji zrębowej, wzniesioną na planie ośmioboku. Dachy cerkwi blaszane. Nad nawą kopuła zwieńczona wieżyczką z baniastym hełmem. Od strony zachodniej kruchta na planie prostokąta. Nad kruchtą 3-kondygnacyjna wieża-dzwonnica na planie kwadratu, z dachem namiotowym zwieńczonym baniastym hełmem.

## Lokalizacja
Świątynia znajduje się w prawosławnej części cmentarza miejskiego. Jest jedną z czterech istniejących zabytkowych cerkwi w Bielsku Podlaskim. Wpisana do rejestru zabytków 3 października 1966 pod nr A-125.